# Dresslerella pertusa
Dresslerella pertusa är en orkidéart som först beskrevs av Robert Louis Dressler, och fick sitt nu gällande namn av Carlyle August Luer. Dresslerella pertusa ingår i släktet Dresslerella och familjen orkidéer.
Artens utbredningsområde är Panamá. Inga underarter finns listade i Catalogue of Life.